# Fairytale (film)
Fairytale (în traducere: Poveste cu zâne) este o producție cinematografică italiană a anului 2012, regizată de către Christian Bisceglia și Ascanio Malgarini. Filmările au avut loc în localitatea italiană Latina.

## Relatarea acțiunii
Sophia, împreună cu fiica ei Helena, se mută în centrul Italiei, într-o casă dein epoca fascistă, după divorțul de soțul ei. La scurt timp după mutare cele două suferă un accident de trafic, pe timpul accidentului Sophia suferă o halucinație, văzândpe bancheta din spate a autoturismului stafia unei fetițe. Apoi totul revine la normal până în ziua când Helenei îi cade un dinte. A luat dintele și la pus sub pernă în așteptarea Zânei Măseluță, care în mod straniu a apărut sub forma unei stafii, o femeie de vârstă medie din epoca fascistă. În scurt timp Helena a devenit obsedată de această stafie pentru care strângea dinți, primind de la ea bani vechi. După aceste întâmplări, Helena este internată într-un spital psihiatric, alături de mama ei pe post de însoțitoare. Sophia, vedea și ea aceste lucruri, dar din teama de a nu fi și ea diagnosticată ca schizofrenică și de a i se lua fiica de către tată, ținea totul în taină și căuta dovezi asupra celor întâmplate familiei ei. A descoperit că fantoma femeii fusese victima unei crime înfăptuite de către soțul ei și că fantoma fetei pe care o văzuse pe bancheta mașinii era fiica ei care murise cu un an înainte de aceasta. Criminalul femeii îi scosese cu cleștele toți dinții acesteia și o închisese într-o debara lăsând-o să moară lent. În urma cercetărilor efectuate Sophia găsește dinții femeii ucise și o înregistrare veche pe care i-a dat-o unui prieten pentru a o repara șia o putea viziona. După găsirea dinților femeia fuge repede și-i înapoiază stafiei. În cel mai scurt timp, ambele scapă de halucinații și Helena este externată. Prietenului Sophiei după repararea peliculei o cheamă pe aceasta pentru a viziona filmul. În film era mărturia asasinului, în care a declarat că femeii lui i-a scos dinții pentru că aceasta era bolnavă și ucidea copii, mușcând din ei. După vederea filmului, Sophia îngrozită pleacă în căutarea Helenei, însă era deja prea târziu, aceasta căzuse victimă stafiei femeii, găsind-o mușcată de față.

## Distribuție
- Harriet MacMasters-Green- Sophia
- Sabrina Jolie Perez- Helena
- Jarreth J. Merz- Robert, tatăl Helenei
- Matt Patresi- Patrick
- Paolo Paoloni- Ferri
- Giuliano Montaldo- Dr. Fabbiano
- Susanna Cornacchia- stafia femeii
- Marco Fattibene- Battista Greco, asasinul femeii
- Lucrezia Tosi- stafia fetiței
- Massimiliano Carnevale- pacient al spitalului
- Angela Presepi- Miss Cavendish
- Marco Basile- Marco
- Melania Maccaferri- sora medicală Manuela
- Alice Filippi- sora medicală Alice
- Alessia Cannavale- bona

## Legături externe
- http://horrorbug.com/movies/fairytale-2012/